# Magdalenów (Kamień)
Magdalenów – część wsi Kamień w Polsce, położona w województwie wielkopolskim, w powiecie kaliskim, w gminie Ceków-Kolonia. Wchodzi w skład sołectwa Kamień.
W latach 1975–1998 Magdalenów należał administracyjnie do województwa kaliskiego.